# Liste der Staatspräsidenten Bangladeschs

Standarte des Präsidenten Bangladeschs

Bei seiner Unabhängigkeit 1971 nahm Bangladesch die Staatsform einer parlamentarischen Bundesrepublik an, mit einem Premierminister an der Spitze der Regierung und einem Staatspräsidenten als Staatsoberhaupt mit überwiegend repräsentativen Aufgaben.
Allerdings kamen von 1975 bis zu einem Volksaufstand 1990 mehrere Präsidenten Bangladeschs durch Militärputsche zu ihrem Amt und regierten diktatorisch. Seit 1990 ist Bangladesch zur parlamentarischen Demokratie zurückgekehrt.
Die Residenz des Staatspräsidenten ist der Bangabhaban in Dhaka. 1906 bis 1911 war sie der Amtssitz des Gouverneurs der Provinz Ostbengalen und Assam und 1947 bis 1971 Residenz des Gouverneurs Ostpakistans.

## Übersicht
| laufende Nummer | Name                          | Amtsantritt       | Amtsaustritt      | Partei                                                |
| --------------- | ----------------------------- | ----------------- | ----------------- | ----------------------------------------------------- |
| 1               | Mujibur Rahman                | 17. April 1971    | 12. Januar 1972   | Awami-Liga                                            |
| 2               | Syed Nazrul Islam             | 17. April 1971    | 12. Januar 1972   | Awami-Liga                                            |
| 3               | Abu Sayeed Chowdhury          | 12. Januar 1972   | 24. Dezember 1973 | Awami-Liga                                            |
| 4               | Mohammad Mohammadullah        | 24. Dezember 1973 | 25. Januar 1975   | Awami-Liga                                            |
| 5               | Mujibur Rahman                | 25. Januar 1975   | 15. August 1975   | Awami-Liga                                            |
| 6               | Khondakar Mostaq Ahmad        | 15. August 1975   | 6. November 1975  | Awami-Liga                                            |
| 7               | Abu Sadat Mohammad Sayem      | 6. November 1975  | 21. April 1977    | parteilos                                             |
| 8               | Ziaur Rahman                  | 21. April 1977    | 30. Mai 1981      | Militärdiktatur / später Bangladesh Nationalist Party |
| 9               | Abdus Sattar                  | 30. Mai 1981      | 24. März 1982     | Bangladesh Nationalist Party                          |
| 10              | Hossain Mohammad Ershad       | 24. März 1982     | 27. März 1982     | Militärdiktatur / später Jatiya Party                 |
| 11              | A. F. M. Ahsanuddin Chowdhury | 27. März 1982     | 10. Dezember 1983 | parteilos                                             |
| 12              | Hossain Mohammad Ershad       | 24. März 1982     | 27. März 1982     | Militärdiktatur / später Jatiya Party                 |
| 13              | Shahabuddin Ahmed             | 6. Dezember 1990  | 10. Oktober 1991  | parteilos                                             |
| 14              | Abdur Rahman Biswas           | 10. Oktober 1991  | 9. Oktober 1996   | Bangladesh Nationalist Party                          |
| 15              | Shahabuddin Ahmed             | 9. Oktober 1996   | 14. November 2001 | parteilos                                             |
| 16              | Badruddoza Chowdhury          | 14. November 2001 | 21. Juni 2002     | Bangladesh Nationalist Party                          |
| 17              | Jamiruddin Sircar             | 21. Juni 2002     | 6. September 2002 | Bangladesh Nationalist Party                          |
| 18              | Iajuddin Ahmed                | 6. September 2002 | 12. Februar 2009  | parteilos                                             |
| 19              | Zillur Rahman                 | 12. Februar 2009  | 20. März 2013     | Awami-Liga                                            |
| 20              | Abdul Hamid                   | 14. März 2013     | 24. April 2013    | Awami-Liga                                            |
| 21              | Abdul Hamid                   | 24. April 2013    | 24. April 2016    | Awami-Liga                                            |
| 22              | Abdul Hamid                   | 24. April 2016    | 24. April 2023    | parteilos                                             |
| 23              | Mohammed Shahabuddin          | 24. April 2023    | amtierend         | Awami-Liga                                            |